# P軌域
|  |  |  |  |  |
|  |  |  |  |  |
|  |  |  |  |  |

在化學與原子物理學中，p軌域（英語：p orbital）是一種原子軌域，其角量子數為1，其磁量子數可以為-1、0或+1，且每個殼層裡中有三個p軌域，Px、Py、Pz，形狀皆相同但方向不同，每個可以容納2個電子，因此，p軌域共可以容納6個電子。
p軌域是一個很穩定的軌域，其穩定性僅次於s軌域，為能量第二低的軌域，另外由於能階交錯，若以週期的角度來看，p軌域是能量最高的軌域，也是最後填滿的軌域，其電子出現機率密度的形象是啞鈴形，呈線性對稱，換句話說，p軌域是一個雙啞鈴形或吊鐘形的軌域。

## 命名
p軌域的「p」是「principal」，其為「主系光譜」之意。

## 結構

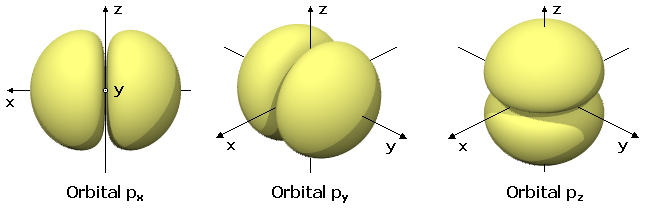
三種p軌域形狀一樣但方向不同

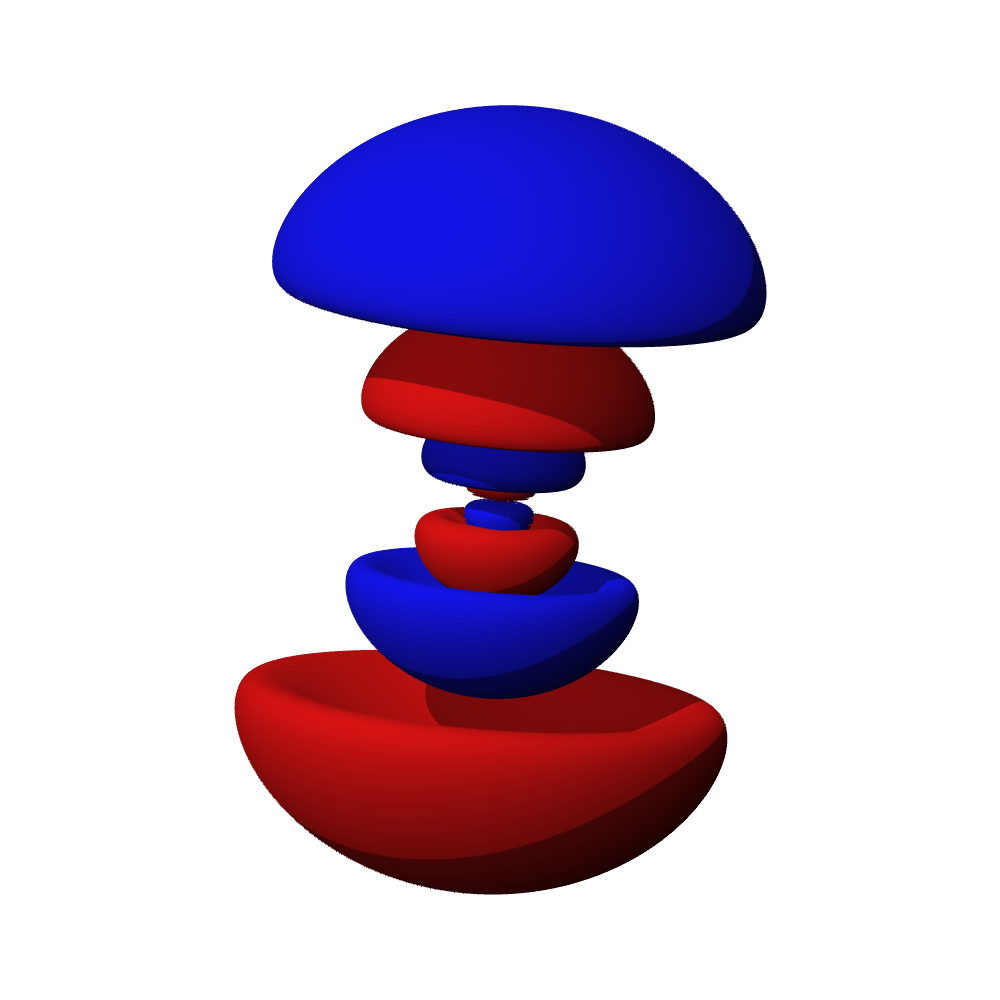
5p軌域模型，紅色和藍色中間空隙則為波節

p軌域從第二個殼層開始出現，最小的p軌域是2p軌域，也就是說，當主量子數n=1時，沒有p軌域（1p軌域不存在）。當角量子數l=1時，磁量子數m會有三種值，分別為1、0、-1，因此，自量子數n=2開始有三種p軌域對應於每一個主量子數，例如，當主量子數n=2時，p軌域分別為2px、2py和2pz軌域，每個軌域皆可分成兩葉，帶有不同的「正負性」，這是代表波函數量值的正負。大小則如同s軌域，p軌域的形狀在2p、3p、4p裡都相同，只是大小隨著主量子數的增加而增加。p軌域同樣存在波節面，如3p軌域在主要電子出現的兩葉中，有較小而與主葉分離的區域，此處電子出現概率為0，則這個區域即為p軌域的波節面，隨著主量子數的增加，波節的數量也會跟著增加。

## 電子波
三個p軌域的原子軌域角量子數ℓ=1。p軌域的三次諧波的表示法：
{\displaystyle p_{z}=N_{1}^{c}{\frac {z}{r}}=Y_{1}^{0}}
{\displaystyle p_{x}=N_{1}^{c}{\frac {x}{r}}={\frac {1}{\sqrt {2}}}\left(Y_{1}^{1}-Y_{1}^{-1}\right)}
{\displaystyle p_{y}=N_{1}^{c}{\frac {y}{r}}=i{\frac {1}{\sqrt {2}}}\left(Y_{1}^{1}+Y_{1}^{-1}\right)}
with
{\displaystyle N_{1}^{c}=\left({\frac {3}{4\pi }}\right)^{1/2}}
| pz | px | py |
| -- | -- | -- |
|    |    |    |

## p軌域
在周期表中，每個周期元素的價殼層，p軌域是最後才填滿的軌域，直至18族，p軌域是全滿的。

## p區元素
p區元素是指元素週期表中13族至18族的元素（氦除外）。這些元素其新增加的電子皆填入p軌域，故稱該區塊為p區。週期表中從第2週期開始的每個週期都各有6個p區元素。